# Leucosphaera salamensis
Leucosphaera salamensis是满月蛤科白球蛤屬的模式種，由约翰尼斯·提艾利與Jaeckel於1930年命名。